# 日産カーレンタルソリューション
株式会社日産カーレンタルソリューションは、2008年12月に日産フィナンシャルサービスから分社された、日産自動車のレンタカー事業を行う企業である。

## 沿革
2008年9月22日に日産フィナンシャルサービスのレンタカー事業の分社が発表され、同年12月1日に日産ネットワークホールディングスの子会社として設立。
なお、レンタカー事業のブランドとしては「日産レンタカー」を引き続き利用している。

## 事業内容
- レンタカー事業

- 日産レンタカーのフランチャイズ付与